# حارة القيوم (صنعاء)
حارة القيوم هي إحدى حارات حي الجراف الغربي بمديرية الثورة إحد مديريات العاصمة اليمنية صنعاء، بلغ تعداد سكانها 6174 نسمة حسب تعداد اليمن لعام 2004.